# Đội tuyển bóng đá bãi biển quốc gia Estonia
Đội tuyển bóng đá bãi biển quốc gia Estonia đại diện Estonia ở các giải thi đấu bóng đá bãi biển quốc tế và được điều hành bởi Hiệp hội bóng đá Estonia, cơ quan quản lý bóng đá ở Estonia. Đội tuyển quốc gia Estonia thi đấu trận vòng loại đầu tiên tại Giải vô địch bóng đá bãi biển thế giới vào tháng 8 năm 2007, thua 1–3 trước Ukraina.

## Đội hình hiện tại
Tính đến 28 tháng 8 năm 2016 
Ghi chú: Quốc kỳ chỉ đội tuyển quốc gia được xác định rõ trong điều lệ tư cách FIFA. Các cầu thủ có thể giữ hơn một quốc tịch ngoài FIFA.
| Số | VT | Quốc gia | Cầu thủ                      |
| -- | -- | -------- | ---------------------------- |
| 1  | TM |          | Taavi Tamm                   |
| 2  | TĐ |          | Ervin Stüf                   |
| 3  | HV |          | Roman Minlibajev             |
| 5  | HV |          | Priit Mäeorg                 |
| 6  | TĐ |          | Kristian Marmor (đội trưởng) |

| Số | VT | Quốc gia | Cầu thủ         |
| -- | -- | -------- | --------------- |
| 9  | TĐ |          | Rasmus Munskind |
| 10 | HV |          | Marko Truusalu  |
| 11 | HV |          | Sten Teino      |
| 12 | TĐ |          | Ragnar Rump     |
| 21 | TM |          | Marten Rimmel   |

## Huấn luyện viên
| Huấn luyện viên | Năm       |
| --------------- | --------- |
| Fredo Getulio   | 2007–2008 |
| Kert Haavistu   | 2009–2013 |
| Reigo Tõnsberg  | 2014      |
| Rando Rand      | 2015–2017 |
| Kristian Marmor | 2018-     |

## Thành tích Giải vô địch bóng đá bãi biển châu Âu
- 1998–2007 – Không tham gia
- 2008 – thứ 7 ở Stage 2
- 2009–2011 – Không tham gia
- 2012 – thứ 6 ở Division B
- 2013 – thứ 7 ở Division B (Promotional Final)
- 2014 – thứ 8 ở Division B (Promotional Final)
- 2015 – thứ 2 ở Division B (Promotional Final)
- 2016 – thứ 4 ở Division B (Promotional Final)
- 2017 – thứ 2 ở Division B (Promotional Final)

## Thành tích Giải vô địch bóng đá bãi biển thế giới
- 1995–2006 – Không tham gia
- 2007–2015 – Không vượt qua vòng loại